# Eurythenes obesus
Eurythenes obesus is een vlokreeftensoort uit de familie van de Eurytheneidae. De wetenschappelijke naam van de soort is voor het eerst geldig gepubliceerd in 1905 door Chevreux.